# Ерресіль
Ерресіль, Рехіль (баск. Errezil (офіційна назва), ісп. Régil) — муніципалітет в Іспанії, у складі автономної спільноти Країна Басків, у провінції Гіпускоа. Населення — 628 осіб (2009).
Муніципалітет розташований на відстані близько 330 км на північ від Мадрида, 23 км на південний захід від Сан-Себастьяна.
На території муніципалітету розташовані такі населені пункти: (дані про населення за 2009 рік)
- Арцайлус: 156 осіб
- Есама: 89 осіб
- Ібарбія: 87 осіб
- Летеа: 132 особи
- Ерресіль: 135 осіб
- Ердойста: 22 особи
- Санта-Маріна: 7 осіб

## Демографія
Динаміка населення (INE ):

## Галерея зображень

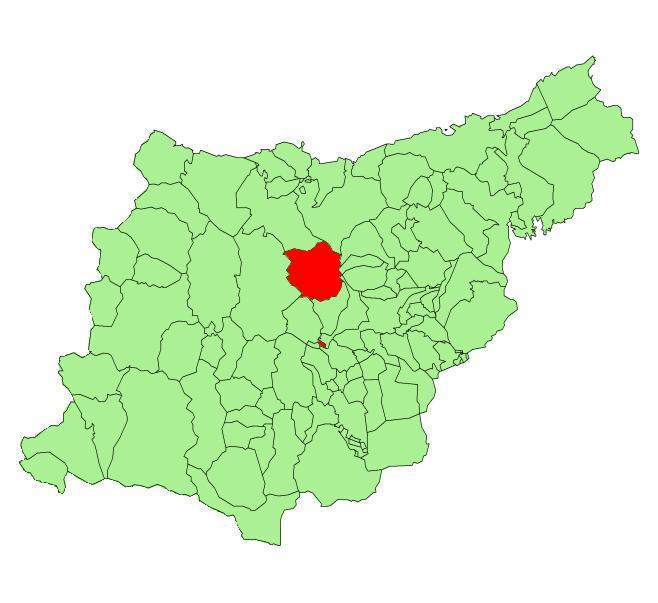
Розташування муніципалітету
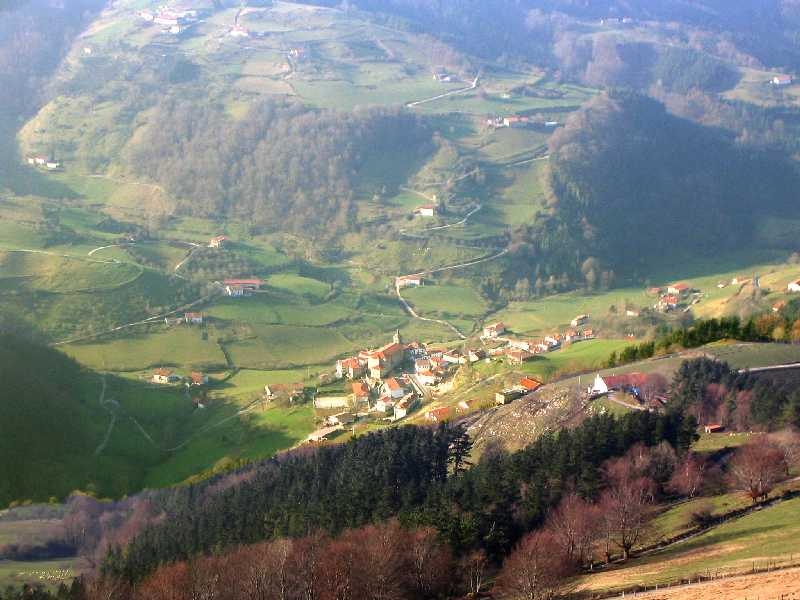
Ерресіль з гори Ерніо
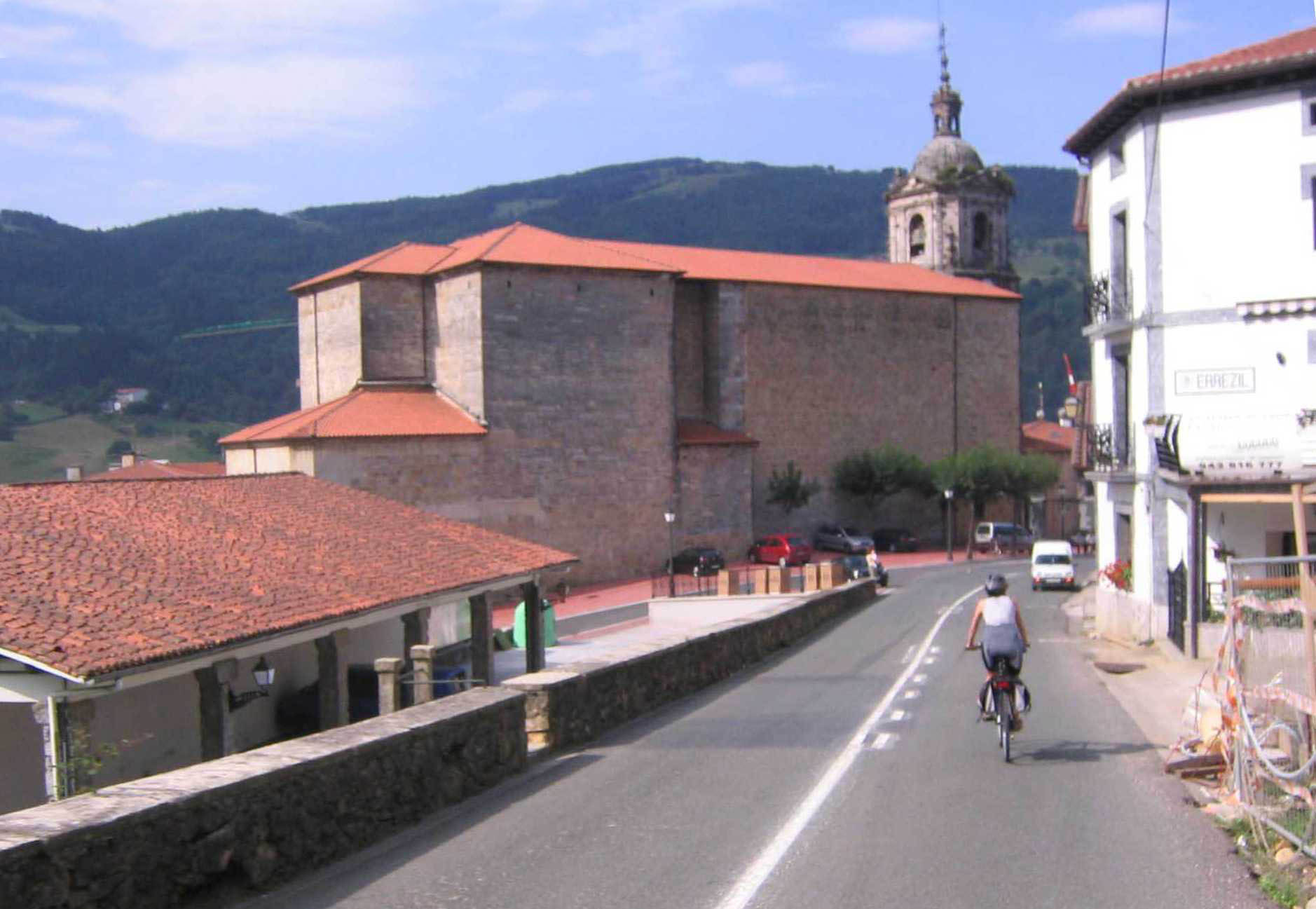
Ерресіль